# Волокитин, Иван Сафронович
Иван Сафронович Волокитин (20 августа 1909, село Шубное, Воронежская губерния, Российская империя — 9 августа 1984, село Шубное, Воронежская область, РСФСР, СССР) — передовик сельскохозяйственного производства, бригадир. Герой Социалистического Труда (1948).

## Биография
Родился 20 августа 1909 года в крестьянской семье в селе Шубное Коротоякского уезда Воронежской губернии (сегодня — Острогожский район Воронежской области).
С 1929 года трудился в колхозе родного села (позднее назывался колхоз «20 лет Октября» и «Первое мая»).
С марта 1941 г. служил в РККА. Участвовал в Великой Отечественной войне, командир пулемётного отделения. Награждён орденом Отечественной войны 2 степени (1944).
После демобилизации возвратился в родной колхоз, назначен бригадиром полеводческого звена. За выдающиеся достижения в трудовой деятельности удостоен в 1948 году звания Героя Социалистического Труда.
Проработал в колхозе «Первое мая» до 1965 года.

## Награды
- Герой Социалистического Труда (Указ Президиума Верховного Совета СССР от 18 января 1948 года)
- Орден Ленина (1948).